# Fifth Avenue / 59th Street
Fifth Avenue / 59th Street – stacja metra nowojorskiego, na linii N, Q i R. Znajduje się w dzielnicy Manhattan, w Nowym Jorku i zlokalizowana jest pomiędzy stacjami Lexington Avenue / 59th Street i 57th Street – Seventh Avenue. Została otwarta 1 września 1919.